# 39428 Emilybrontë
39428 Emilybrontë è un asteroide della fascia principale. Scoperto nel 1973, presenta un'orbita caratterizzata da un semiasse maggiore pari a 2,4683616 UA e da un'eccentricità di 0,2023328, inclinata di 3,38342° rispetto all'eclittica.